# Linha da Taipa

A Linha da Taipa (em chinês: 氹仔線) é a primeira linha do Metro Ligeiro de Macau. Foi inaugurada a 10 de dezembro de 2019.
A linha de trânsito rápido tem um percurso em forma de U dentro da ilha da Taipa e liga actualmente 11 estações; está em construção uma ligação à Península de Macau. A linha passa pelas freguesias: São Lourenço, Freguesia de Nossa Senhora do Carmo e Zona do Aterro de Cotai.
No dia 8 dezembro 2023, foi inaugurada oficialmente a ligação de 3.4 km à Estação da Barra, na Península de Macau. 

## Informação de Operação
Horário de funcionamento: Dias da semana (segunda a quinta): 06: 30-23: 15. Na véspera de feriado (sexta-feira) e feriado (incluindo feriados): 06:30 - 23:59.
Frequência: 5-10 minutos. 